# Paul Vixie
Paul Vixie (...) è un informatico statunitense, autore di molte RFC e popolari software UNIX, tra i quali SENDS, proxynet, rtty e Vixie cron.
Mentre era impiegato presso la Digital Equipment Corporation (DEC), nel 1988 ha iniziato a lavorare al popolare server DNS BIND, di cui era lo sviluppatore primario fino alla release 8.
Nel 1994 lascia la DEC per fondare, assieme a Rick Adams e Carl Malamud, la Internet Software Consortium (ISC), per fornire supporto a BIND e ad altri software per la rete. Ad oggi, dal 2004, è conosciuta come Internet Systems Consortium.
Nel 1995 ha cofondato il Palo Alto Internet Exchange (PAIX). Dopo che questo è stato acquisito dalla Metromedia Fiber Network (MFN) nel 1999, Vixie è stato nominato chief technology officer (CTO) della stessa MFN e poco dopo presidente del PAIX.
Nel 1998 è stato cofondatore della Mail Abuse Prevention System (MAPS), un'organizzazione non-profit californiana impegnata nella lotta contro lo spam.
Ha scritto insieme a Frederick Avolio il famoso libro Sendmail: theory and pratice.
Vixie ha frequentato la George Washington High School di San Francisco, California.
Nonostante lavori per la ISC, che gestisce il root name server "F", partecipa al progetto Open Root Server Network (ORSN).